# .pf
.pf és el domini de primer nivell territorial (ccTLD) de la Polinèsia Francesa.
Cal un contacte local per registrar un domini sota el .pf. L'únic domini de segon nivell disponible públicament per fer registres a nivell tres és .com.pf, per la majoria de registres es fan directament al segon nivell.